# Chetogena gelida
Chetogena gelida là một loài ruồi trong họ Tachinidae.